# Jade Tree
Jade Tree är ett amerikanskt skivbolag, bildat 1990 av Tim Owen. Bolaget, som är inriktat på punkrock och indierock, är baserat i Wilmington, Delaware. Bland de artister som bolaget gett ut finns The Promise Ring, Strike Anywhere och Kid Dynamite.

### Fotnoter
1. ↑  ”Jade Tree”. Discogs.com. http://www.discogs.com/label/Jade+Tree. Läst 27 januari 2012.